# Juan de la Sal
Juan de la Sal y Aguilar (Sevilla, segunda mitad del siglo XVI-ibídem, 14 de enero de 1630) fue un escritor y obispo católico auxiliar del arzobispado de Sevilla e in partibus infidelium de Bona o Hiponia (Annaba, en Argelia).

## Biografía
Era de familia noble y, según José Simón Díaz, hermano de Ana de la Sal, casada con Melchor de Alcázar, hermano del festivo poeta Baltasar del Alcázar, de quien tuvo a otro poeta menos conocido, Juan Antonio del Alcázar. En la Universidad de Salamanca, donde estudió, alcanzó el título de doctor; fue canónigo de Cartagena y sirvió como obispo auxiliar al arzobispo de Sevilla Fernando Niño de Guevara. Escribió siete saladas Cartas (1616) al duque de Medina Sidonia burlándose de los alumbrados de Sevilla, en especial del sacerdote portugués Francisco Méndez, quien había anunciado proféticamente su propia muerte y luego no se murió. A causa de esto fue a las cárceles de la Inquisición y salió en estatua en un auto de fe celebrado el 30 de noviembre de 1624. 
Parece ser que don Juan de la Sal formó parte de una informal academia de ingenios jocosos que se concentró en Sevilla a fines del siglo XVI y comienzos del XVII y estaba formada por Juan de Robles, Juan de Arguijo, Juan de Salinas, Beltrán de Galarza y Juan Farfán, quizá también por el pintor Pablo de Céspedes, entre otros. De Salinas fue muy amigo y con él fue juez de la Justa poética celebrada en Sevilla con motivo de la beatificación de Ignacio de Loyola, como declara la Relación de la misma impresa en Sevilla por Juan Estupiñán (1610). Según Marcelino Menéndez Pelayo, Quevedo le dedicó los romances de Los cuatro animales y las cuatro aves fabulosas, y el festivo poeta doctor Juan de Salinas celebró su talento llamándolo:
Doctor de ingenio divino, / sal y luz por excelencia / en la iglesia y la eminencia, / gran sucesor de Agustino, etc.
Fue un gran defensor del dogma de la Inmaculada Concepción y benefactor de los jesuitas (pagó en su Iglesia de la Anunciación las pinturas que compuso para su retablo Girolamo Lucenti de Correggio) y rechazó ser obispo de Málaga. Está enterrado en la capilla del Noviciado de la Compañía de Jesús en Sevilla.